# دحروجة (منحنى)
في الهندسة التفاضلية للمنحنيات، تعتبر الدُحْرُوجَة نوعًا من المنحنيات تشمل الدويريات، والدويريات الفوقية، والدويريات التحتية، والعجليات، والعجليات الفوقية، والعجليات التحتية، والنواشر.

## تعريف

يتدحرج القطع المكافئ الأخضر على طول القطع المكافئ الأزرق المساوٍ الثابت. المُوَلِّد هو رأس القطع المكافئ المتدحرج ويرسم الدحروجة الموضحة باللون الأحمر. في هذه الحالة، الدحروجة عبارة عن منحنى ديوقليس اللبلابي.

بمعنى تقريبي، الدحروجة هو المنحنى الموصوف بنقطة (تسمى المُوَلِّد أو القطب) مرتبطة بمنحنى معين حيث يتدحرج هذا المنحنى دون انزلاق، على طول منحنى آخر ثابت. بتعبير أدق، يُعطى منحنى متصل بمستوى يتحرك بحيث يتدحرج المنحنى، دون الانزلاق، على طول منحنى معين متصل بمستوى ثابت يحتل نفس الفضاء، إذن تصف النقطة المرتبطة بالمستوى المتحرك منحنى، في مستوٍ ثابت يسمى الدحروجة.